# Empria fletcheri
Empria fletcheri är en stekelart som först beskrevs av Cameron 1878.  Empria fletcheri ingår i släktet Empria, och familjen bladsteklar. Arten är reproducerande i Sverige.